# この世にたやすい仕事はない
『この世にたやすい仕事はない』（このよにたやすいしごとはない）は、津村記久子による連作短編小説。初出は「日本経済新聞電子版」の連載小説である。日本経済新聞出版社から2015年10月に刊行された。2015年度芸術選奨新人賞文学部門受賞作。2017年4月に、NHKBSプレミアムで真野恵里菜主演によりテレビドラマ化された。

## あらすじ
「私」は36歳女性。大学卒業以来ある仕事を14年間にわたって続けてきたものの、燃え尽き症候群のような形で退職して実家に戻り、失業保険給付が切れた後、ある職業紹介所で職探しを始める。すると、正門という初老の相談員の女性から一風変わった仕事を紹介される。
みはりのしごと
最初に斡旋されたのは、実家の目の前にある建物内での仕事。小部屋に置かれたモニターテレビで、在宅で仕事をしている山本山江という小説家を見張るというものだった。チーフの染谷によると、この山本山江が密輸品の何かをそれとは知らずに預かっている疑惑がかかっており、その証拠を押さえるのが目的だった。
バスのアナウンスのしごと
続いて紹介されたのは某バス会社での業務。運行を受託している循環コミュニティバス「アホウドリ号」の広告アナウンスを行うというものだったが、上司にあたる風谷課長からは「江里口という同僚の女性社員を見張ってくれ」という奇妙な注文をつけられる。
おかきの袋のしごと
バス会社のアナウンス業務の契約満了に伴い、バス会社から紹介されたのが創業40年の米菓の製造業者での業務。そこで作られているおかきの小袋に書かれている豆知識を前任者の代わりに担当してほしいというものだった。
ちょうどその会社では新製品を発売することになり、そのの小袋の裏面に「おだやかアドバイス」と称した相談コーナーを掲載する提案をしたところ、これが受け入れられ、さらに商品がヒット。一躍人気コーナーの担当者になったが、社長が相談担当として「おだやかアドバイス」常連投稿者の藤田藤子という見ず知らずの年かさの女性を連れてきたことで状況が一変する。
路地を訪ねるしごと
次に「私」が紹介されたのは官公庁から依頼されたポスターの張り替え作業。盛永という人物の下での仕事だったが、そのポスターを巡って「さびしくない」なる怪しげな団体の存在を知る。
大きな森の小屋での簡単なしごと
続いて「私」が紹介されたのは、大林大森林公園の奥にある小屋での事務仕事。自然に恵まれた環境ではあったが、「私」は小屋の周囲に落ちている栗の実が全部中身を抜かれていることに気付く。正体不明の誰かがこの森に住んでいると確信する「私」。

## テレビドラマ
『この世にたやすい仕事はない』は、NHKBSプレミアムで2017年4月6日から全8回で放送。主演は真野恵里菜で本作がNHK連続テレビドラマ初主演。
ドラマ化に当たって、原作における主人公の「私」に「霧中かすみ」という役名が与えられている。

### キャスト

#### 主要キャスト
- 霧中かすみ - 真野恵里菜
- 百合岡純  - 塚本高史
- 正門冴子- 浅野温子
- 江里口麻理 - 馬場園梓
- 藤田藤子 - 高橋ひとみ

#### その他
- 染谷- 六角慎司
- 柴谷 - 伊藤修子
- 風谷課長 - 正名僕蔵
- 鶴岡社長 - 山崎大輔
- 田所マサル - 長谷川朝晴
- 潤布田昴 - 須田瑛斗
- 菅井吉秋 - 浜野謙太
- 寺井芳子 - 松本海希
- 舟木幸
- 山田将之
- 羽村純子
- 篠原悠伸
- 大竹浩一
- 彩羽
- 水希友香
- 大河原啓介
- 井上依吏子

### スタッフ
- 原作 - 津村記久子
- 脚本 - 土田英生、ブラジリィー・アン・山田、中尾幸代
- 演出 - 松田礼人
- 音楽 - 稲岡宏哉
- 主題歌 - wacci「Ah!Oh!」
- 撮影 - 出口朝彦
- 照明 - 福田実江子
- 音声 - 尾上啓太
- 美術 - 池田正直
- 衣装 - 高橋英治
- ヘアメイク - 山口圭子
- 編集 - 斉藤和彦
- CG制作 - 奥田圭一
- 音響効果 - 武田拓也
- 制作統括 - 出水有三（NHK）、中尾幸代（アズバーズ）
- 制作著作 - NHK、アズバーズ

### 放送日程
| 放送回 | 放送日  | サブタイトル                        | 脚本                              |
| ------ | ------- | ----------------------------------- | --------------------------------- |
| 第1話  | 4月06日 | バスのアナウンスの仕事 前編         | 土田英生                          |
| 第2話  | 4月13日 | バスのアナウンスの仕事 後編         | 土田英生                          |
| 第3話  | 4月20日 | おかきの外装の仕事 前編             | ブラジリィー・アン・山田 中尾幸代 |
| 第4話  | 4月27日 | おかきの外装の仕事 後編             | ブラジリィー・アン・山田 中尾幸代 |
| 第5話  | 5月04日 | 路地を訪ねる仕事 前編               | 中尾幸代                          |
| 第6話  | 5月11日 | 路地を訪ねる仕事 後編               | 中尾幸代 ブラジリィー・アン・山田 |
| 第7話  | 5月18日 | おおきな森の小屋での簡単な仕事 前編 | 土田英生 中尾幸代                 |
| 最終話 | 5月25日 | おおきな森の小屋での簡単な仕事 後編 | 土田英生 中尾幸代                 |